# Дрисса, Бамба Ассману
Бамба Ассману Дрисса (фр. Bamba Assmanou Drissa, встречается также ошибочное Бамба Ассума Дрисса; род. 1 января 1990, Абиджан) — ивуарийский футболист, защитник.

## Биография
Выступал за тунисские клубы: «Монастир» и «Олимпик» (Беджа), также играл за «Наджран» из Саудовской Аравии. В сентябре 2009 года перешёл в луцкую «Волынь». В команде дебютировал 12 сентября 2009 года в Кубке Украины в матче против «Кривбасса» (2:1). В Первой лиге дебютировал 18 сентября 2009 года в матче против «Севастополя» (1:1).